# Horrenbach-Buchen
Horrenbach-Buchen – gmina (niem. Einwohnergemeinde) w Szwajcarii, w kantonie Berno, w regionie administracyjnym Oberland, w okręgu Thun.

## Demografia
W Horrenbach-Buchen mieszka 226 osób. W 2020 roku 1,8% populacji gminy stanowiły osoby urodzone poza Szwajcarią.